# Vespa simillima
Шершень сходный (или японский жёлтый шершень) Vespa simillima (лат.) — один из самых обычных и многочисленных шершней на юге Дальнего Востока России. Очень похож на обыкновенного шершня (Vespa crabro), но пунктировка наличника у жёлтых очень мелкая.

## Распространение
Обитает в Корее, Северо-Восточном Китае и Японии. В России встречается в Амурской области, Еврейской АО, на юге Хабаровского края до устья реки Амур, в Приморском крае, на юге острова Сахалин, а также на юге Курильских островов (остров Кунашир). Известны залёты на юг Камчатки.

## Биология
По образу жизни, как и по внешности, очень похож на обыкновенного шершня (Vespa crabro). Строит гнёзда в старых пнях и гниющих стволах.